# Wildsee (Fuchskogel)
Wildsee är en sjö i Österrike.   Den ligger i förbundslandet Steiermark, i den östra delen av landet, 190 km sydväst om huvudstaden Wien. Wildsee ligger 2 070 meter över havet.
I omgivningarna runt Wildsee växer i huvudsak blandskog. Runt Wildsee är det ganska glesbefolkat, med 38 invånare per kvadratkilometer.